# Elecciones provinciales del Neuquén de 2019
Las elecciones generales de la provincia del Neuquén de 2019 tuvieron lugar el domingo 10 de marzo del mencionado año con el objetivo de renovar los cargos de gobernador y vicegobernador de la provincia, así como las 35 bancas de la Legislatura provincial. Fueron las décimas elecciones provinciales neuquinas desde la restauración de la democracia, las decimocuartas desde la provincialización del territorio en 1958, y las primeras bajo el sistema de Boleta Única Electrónica, que reemplazó al antiguo método de boleta única de papel.
Estos comicios adquirieron importancia a nivel nacional por ser la primera elección provincial en tener lugar en 2019, antes de las elecciones presidenciales de octubre, teniendo lugar solo después de las elecciones primarias de La Pampa, que no fueron obligatorias. El gobernador incumbente Omar Gutiérrez, del oficialista y hegemónico Movimiento Popular Neuquino (MPN), se presentó para un segundo mandato, apoyado a su vez por algunos partidos provinciales. Sus principales competidores serían Ramón Rioseco, de la coalición Unidad Ciudadana, apoyado esencialmente por el peronismo y la expresidenta Cristina Fernández de Kirchner. El candidato de la alianza oficialista a nivel nacional, Cambiemos, sería nuevamente Horacio "Pechi" Quiroga, de la Unión Cívica Radical (UCR). Entre los demás candidatos destacables, el exgobernador Jorge Sobisch, antes miembro del MPN, se presentó como candidato del Partido Demócrata Cristiano (PDC).
Durante la campaña, la mayoría de las encuestas mostraron por primera vez una auténtica competencia entre el candidato del MPN y Rioseco, lo que despertó interés en la elección. Simultáneamente, hubo una encendida polémica respecto al nuevo sistema de voto electrónico, debido a numerosas voces afirmando que el método podía facilitar un fraude electoral. Siendo el único candidato que no era apoyado por una sola lista, sino por cinco, Gutiérrez aparecería más veces como opción a los electores en las máquinas de votación que otros candidatos, algo que fue denunciado como un intento de confundir al votante. Durante la jornada, apoderados de Unidad Ciudadana elevaron denuncias de irregularidades en diversas máquinas, aunque las autoridades electorales afirmaron que la elección transcurría con "total normalidad".
El escrutinio final ubicó a Gutiérrez como triunfador por amplio margen con el 40.19 % de los votos, quedando en segundo lugar Rioseco con el 25.93 %, un resultado algo inferior que la predicción de las encuestas. Afectado por la imagen del gobierno de Mauricio Macri y por la noción de gran parte de los medios de comunicación de que el oficialismo nacional prefería un voto útil a Gutiérrez en contra de Rioseco, Quiroga obtuvo apenas un 15.04 %, muy por debajo del 28 % que le pronosticaban los últimos sondeos.

## Antecedentes
Neuquén se convirtió en provincia el 28 de junio de 1955, al promulgarse la ley N°14.408 que transformaba en provincia el territorio nacional del mismo nombre, pero no se celebraron elecciones para instalar sus instituciones autónomas hasta 1958 debido al golpe de septiembre de 1955. En el aspecto político, desde 1962 en adelante, todas las elecciones para gobernador en dicho distrito fueron ganadas por el Movimiento Popular Neuquino (MPN), un partido de carácter provincial establecido por Felipe Sapag en 1961. Fundado originariamente como un brazo electoral legal del peronismo, entonces proscrito, el MPN monopolizó las instituciones provinciales, reteniendo la gobernación incluso durante algunos períodos de gobierno militar mediante interventores de facto miembros del partido. Cuando el Partido Justicialista (PJ) fue legalizado nuevamente, el MPN rechazó unificarse con él y retuvo exitosamente su hegemonía política ante el justicialismo. Tras el fin de la última dictadura militar y la restauración de la democracia, el MPN volvió al poder en 1983, no siendo desbancado desde entonces.
Mientras que es una provincia escasamente poblada y por sí sola no alberga más que a un 1.4% del padrón electoral argentino, la importancia de Neuquén en el panorama político nacional radica en el hecho de que dentro de la cuenca neuquina se ubica el Yacimiento petrolífero Vaca Muerta, una formación geológica de shale (petróleo de esquisto o shale oil y gas de lutita o shale gas) que representa un 20% de la producción de petróleo de la Argentina, y un 40% de la producción de gas. En noviembre de 2011, se anunció que las reservas probadas del yacimiento podían estimarse en torno a 927 millones de barriles equivalentes de petróleo de los cuales 741 millones corresponden a petróleo y el resto a gas. Desde entonces, la trascendencia económica del distrito neuquino se incrementó considerablemente.
El 5 de diciembre de 2018, luego de varias semanas de especulación, el gobernador Omar Gutiérrez anunció el adelanto de las elecciones para gobernador y legisladores provinciales para el 10 de marzo de 2019, lo que convertiría a Neuquén en el primer distrito en renovar su gobernación ese año. El adelanto se realizó en consonancia con la decisión de la mayoría de las provincias de desfasar sus comicios gubernativos de la elección presidencial de octubre de 2019. La sorpresiva convocatoria, realizada por decreto, despertó críticas inmediatas de parte de la oposición provincial, que consideraban que la fecha escogida para la elección era apresurada y demasiado alejada de la fecha de asunción de las autoridades electas, que sería el 10 de diciembre de 2019. Varios de los candidatos potenciales se expresaron con respecto a la fecha de los comicios, aunque la mayoría confirmaron sus intenciones de presentarse de todas formas.

## Candidaturas
Gutiérrez lanzó oficialmente su precandidatura a la reelección el 31 de agosto de 2018, más de quince meses antes del final de su mandato, durante el acto por su asunción como presidente del Movimiento Popular Neuquino en la localidad de Zapala. Durante la segunda mitad de su mandato, Gutiérrez enfrentaba un conflicto interno con el vicegobernador Rolando Figueroa, que por varios meses en 2018 insinuó su intención de presentarse como precandidato separadamente del sector interno que integraba con Gutiérrez, la "Lista Azul y Blanca". Un mes después del anunció de Gutiérrez de buscar la reelección, el 3 de octubre de 2018, Figueroa confirmó finalmente que sería precandidato a gobernador por la "Lista Violeta". Marcos Koopmann sería el compañero de fórmula de Gutiérrez, mientras que Carla Castiglioni secundaría el binomio de Figueroa. El 25 de noviembre tuvo lugar la interna, únicamente con Gutiérrez y Figueroa como precandidatos. El gobernador se impuso cómodamente con el 60.56% de los votos contra el 39.44% del vicegobernador. Luego de permanecer un tiempo en silencio, apoderados de la Lista Violeta denunciaron diversas irregularidades durante la interna. Tras su derrota, Figueroa declaró su intención de presentarse como un candidato disidente, aunque también manifestó que no renunciaría a su afiliación al MPN. Sin embargo, el 23 de diciembre anunció que no competiría para evitar una derrota oficialista.
El 25 de septiembre de 2018, el tres veces gobernador Jorge Sobisch, uno de los más destacados referentes del MPN durante las décadas de 1990 y 2000, anunció su intención de volver a presentarse a la gobernación por fuera del MPN. Sobisch denunció que el partido había cambiado su rumbo y denunció corrupción política en el seno de la formación, refiriéndose a la fuerza provincial críticamente como "MPN S.A.", afirmando que estas actitudes lo estaban alejando de la gente. Al momento de anunciar su postulación, Sobisch declaró que no abandonaría su afiliación al partido y que se presentaría como candidato bajo la lista del Partido Demócrata Cristiano (PDC), en un frente que integraría a otras fuerzas menores. El compañero de fórmula de Sobisch sería Daniel Baum, de origen peronista y uno de los principales inpulsores del frente con el PDC.
Por fuera del MPN, la integración de las candidaturas gubernativas de la alianza oficialista a nivel nacional Cambiemos (integrada mayormente por los partidos Propuesta Republicana, Unión Cívica Radical, y Coalición Cívica ARI) así como de la principal oposición del país, compuesta por el Partido Justicialista (PJ) y la coalición kirchnerista Unidad Ciudadana (UC), se vieron signadas por la situación política del país. El año 2018 estuvo marcado por la búsqueda creciente de una unidad entre el peronismo y el kirchnerismo con el fin de presentar candidaturas unificadas contra el oficialismo en todo el país. En Neuquén, una de las principales figuras de este espacio era el candidato del Frente para la Victoria (FpV) de 2015, Ramón Rioseco, parlamentario del Mercosur y ex intendente de la localidad de Cutral Có (2007-2015). Rioseco pertenecía a una formación provincial, el Frente Neuquino, y negoció durante el mes de septiembre una unificación entre el kirchnerismo y el peronismo en torno a su figura. Una vez se llegó a un acuerdo, Rioseco lanzó su candidatura el 20 de diciembre de 2018, con el diputado nacional justicialista Darío Martínez como compañero de fórmula.
Con respecto a Cambiemos, el intendente de la ciudad de Neuquén, Horacio "Pechi" Quiroga, perteneciente a la Unión Cívica Radical (UCR), se lanzó como candidato el 14 de diciembre de 2018, en un acto realizado en La Caldera del club Independiente. En el acto de lanzamiento estuvieron presentes el Jefe de Gabinete de la Nación Marcos Peña, el Jefe de Gobierno de la ciudad de Buenos Aires Horacio Rodríguez Larreta, y figuras importantes del radicalismo como Mario Negri y Ernesto Sanz. Quiroga ya había sido candidato a gobernador en las elecciones de 2015, ubicándose tercero detrás de Gutiérrez y Rioseco. Tres semanas después de formalizada su candidatura, el 3 de enero de 2019, Quiroga presentó al diputado nacional David Schlereth, del partido Propuesta Republicana (PRO), como su compañero de fórmula y candidato a vicegobernador.
La izquierda trotskista tuvo dos expresiones que presentaron candidaturas en la provincia. El Frente de Izquierda y de los Trabajadores (FIT), compuesto por el Partido de los Trabajadores Socialistas (PTS), el Partido Obrero (PO), e Izquierda Socialista (IS), anunció el 27 de diciembre de 2018 que su candidato sería el diputado provincial y exsecretario general del sindicato de trabajadores de los ceramistas, Raúl Godoy, del PTS, como su candidato a gobernador, con Pablo Giachello, del Partido Obrero, como su compañero de fórmula. Por su parte, el Movimiento Socialista de los Trabajadores o Nueva Izquierda (MST-NI), presentó a Priscila Ottón como candidata a gobernadora, con Pedro Córdoba como compañero de fórmula, siendo su fórmula anunciada poco menos de una semana antes que la del FIT, el 21 de diciembre.
Un sector del radicalismo contrario a la coalición Cambiemos, el espacio "Iguales", configuró un frente electoral a finales de 2018 y anunció la candidatura del diputado provincial radical Alejandro Vidal para la gobernación, con la ex defensora del pueblo adjunta Graciela Bordieu, de la Unión Popular (UP), como compañera de fórmula, el 5 de enero de 2019. Dos referentes del frente progresista a nivel nacional, el radical Ricardo Alfonsín y Margarita Stolbizer, del partido Generación para un Encuentro Nacional (GEN), estuvieron presentes en la ciudad de Neuquén para darle impulso a la expresión local en diciembre de 2018.
El Movimiento Libres del Sur confirmó inicialmente que la fórmula gubernativa del partido sería encabezada por Jesús Escobar y secundada por Mercedes Lamarca. Sin embargo, el 4 de enero de 2019 anunciaron un giro al presentar a Lamarca como candidata a gobernadora y a Jesús Escobar para vicegobernador. De acuerdo con un comunicado del partido, dicho cambio se realizó por decisión unánime "en vista de los avances del movimiento de las mujeres en el reconocimiento de sus derechos políticos".
El noveno y último candidato en anunciarse fue el peronista Sergio Rodríguez, secretario general del Centro de Empleados de Comercio, con Fausto Farizano como compañero de fórmula. La lista que los presentó se denominaría "Frente Social por la Dignidad" y estaba compuesta por un sector del peronismo que rechazaba la coalición con Rioseco. Su candidatura se lanzó el 6 de enero de 2019.

### Lista
| Logo                                                                                            | Logo                                                                           | Partido/Alianza                           | Partidos en la alianza | Candidato a gobernador                                                   | Candidato a gobernador                                                   | Candidato a vicegobernador | Candidato a vicegobernador |
| ----------------------------------------------------------------------------------------------- | ------------------------------------------------------------------------------ | ----------------------------------------- | --- | ------------------------------------------------------------------------ | ------------------------------------------------------------------------ | -------------------------- | -------------------------- |
|                                                                                                 |                                                                                | Movimiento Popular Neuquino               | - Movimiento Popular Neuquino - Frente Integrador Neuquino - Unión Popular - Frente Nuevo Neuquén - Siempre                                 |                                                                          | Omar Gutiérrez                                                           |                            | Marcos Koopmann            |
| - Gobernador del Neuquén (2015-2019)                                                            | - Gobernador del Neuquén (2015-2019)                                           | Movimiento Popular Neuquino               | - Movimiento Popular Neuquino - Frente Integrador Neuquino - Unión Popular - Frente Nuevo Neuquén - Siempre                                 | - Presidente del Directorio del Banco Provincia del Neuquén (desde 2011) | - Presidente del Directorio del Banco Provincia del Neuquén (desde 2011) |                            |                            |
|                                                                                                 |                                                                                | Unidad Ciudadana - Frente Neuquino        | - Partido Justicialista - El Frente y la Participación Neuquina - Unión de los Neuquinos - Partido del Trabajo y del Pueblo - Frente Grande |                                                                          | Ramón Rioseco                                                            |                            | Darío Martínez             |
| - Parlamentario del Mercosur (2015-2019) - Ex intendente de Cutral Có                           | - Parlamentario del Mercosur (2015-2019) - Ex intendente de Cutral Có          | Unidad Ciudadana - Frente Neuquino        | - Partido Justicialista - El Frente y la Participación Neuquina - Unión de los Neuquinos - Partido del Trabajo y del Pueblo - Frente Grande | - Diputado nacional (2016-2021)                                          | - Diputado nacional (2016-2021)                                          |                            |                            |
|                                                                                                 |                                                                                | Cambiemos                                 | - Unión Cívica Radical - Propuesta Republicana - Coalición Cívica ARI - Nuevo Compromiso Neuquino                                           |                                                                          | Horacio "Pechi" Quiroga                                                  |                            | David Schlereth            |
| - Intendente de Neuquén (1999-2007, 2011-2019) - Diputado nacional (2009-2011)                  | - Intendente de Neuquén (1999-2007, 2011-2019) - Diputado nacional (2009-2011) | Cambiemos                                 | - Unión Cívica Radical - Propuesta Republicana - Coalición Cívica ARI - Nuevo Compromiso Neuquino                                           | - Diputado nacional (2017-2021)                                          | - Diputado nacional (2017-2021)                                          |                            |                            |
|                                                                                                 |                                                                                | Partido Demócrata Cristiano               | Partido sin alianza |                                                                          | Jorge Sobisch                                                            |                            | Daniel Baum                |
| - Gobernador del Neuquén (1991-1995, 1999-2007)                                                 |                                                                                | Partido Demócrata Cristiano               | |                                                                          |                                                                          |                            |                            |
|                                                                                                 |                                                                                | Frente de Izquierda y de los Trabajadores | - La Izquierda de los Trabajadores - Partido Obrero - Izquierda Socialista                                                                  |                                                                          | Raúl Godoy                                                               |                            | Pablo Giachello            |
| - Ex diputado provincial - Exsecretario general del sindicato de trabajadores de los ceramistas |                                                                                | Frente de Izquierda y de los Trabajadores | - La Izquierda de los Trabajadores - Partido Obrero - Izquierda Socialista                                                                  |                                                                          |                                                                          |                            |                            |
|                                                                                                 |                                                                                | Movimiento Libres del Sur                 | Partido sin alianza |                                                                          | Mercedes Lamarca                                                         |                            | Jesús Escobar              |
| - Concejal de Neuquén                                                                           |                                                                                | Movimiento Libres del Sur                 | |                                                                          |                                                                          |                            |                            |
|                                                                                                 |                                                                                | Iguales                                   | Partido sin alianza |                                                                          | Alejandro Vidal                                                          |                            | Graciela Bordieu           |
| - Diputado provincial (2015-2019)                                                               |                                                                                | Iguales                                   | |                                                                          |                                                                          |                            |                            |
|                                                                                                 |                                                                                | Nueva Izquierda                           | Partido sin alianza |                                                                          | Priscila Otton                                                           |                            | Pedro Córdoba              |
| - Dirigente del MST-Nueva Izquierda de Neuquén                                                  |                                                                                | Nueva Izquierda                           | |                                                                          |                                                                          |                            |                            |
|                                                                                                 | Frente social por la Dignidad Neuquén                                          | Frente Social por la Dignidad             | Partido sin alianza |                                                                          | Sergio Rodríguez                                                         |                            | Fausto Farizano            |
| - Secretario general del Centro de Empleados de Comercio                                        | Frente social por la Dignidad Neuquén                                          | Frente Social por la Dignidad             | |                                                                          |                                                                          |                            |                            |

## Encuestas
| Omar Gutiérrez | Ramón Rioseco | Horacio "Pechi" Quiroga | Jorge Sobisch | Indecisos |
| -------------- | ------------- | ----------------------- | ------------- | --------- |
| 29,8%          | 26,6%         | 21,3%                   | 7,3%          | 2,8%      |
| 28,1%          | 25,6%         | 22,3%                   | 6%            | 10,1%     |
| 29,4%          | 31,2%         | 19%                     | —             | —         |
| Fuente:        |               |                         |               |           |

## Resultados

### Gobernador y vicegobernador
|  | 23.64 % |

|  | 4.91 % |

|  | 4.39 % |

|  | 3.63 % |

|  | 3.62 % |

|  | 40.19 % |

|  | 25.93 % |

|  | 15.04 % |

|  | 9.86 % |

|  | 3.52 % |

|  | 2.80 % |

|  | 1.19 % |

|  | 0.76 % |

|  | 0.70 % |

|  | 96.23 % |

|  | 3.59 % |

|  | 0.18 % |

|  | 100.00 % |

|  | 77.91 % |

### Legislatura
|  | 24.14 % |

|  | 5.39 % |

|  | 4.87 % |

|  | 3.49 % |

|  | 3.38 % |

|  | 41.27 % |

|  | 23.46 % |

|  | 15.08 % |

|  | 7.81 % |

|  | 5.19 % |

|  | 2.81 % |

|  | 2.40 % |

|  | 0.99 % |

|  | 0.97 % |

|  | 94.56 % |

|  | 5.26 % |

|  | 0.18 % |

|  | 100.00 % |

|  | 77.91 % |